# 쭈이지

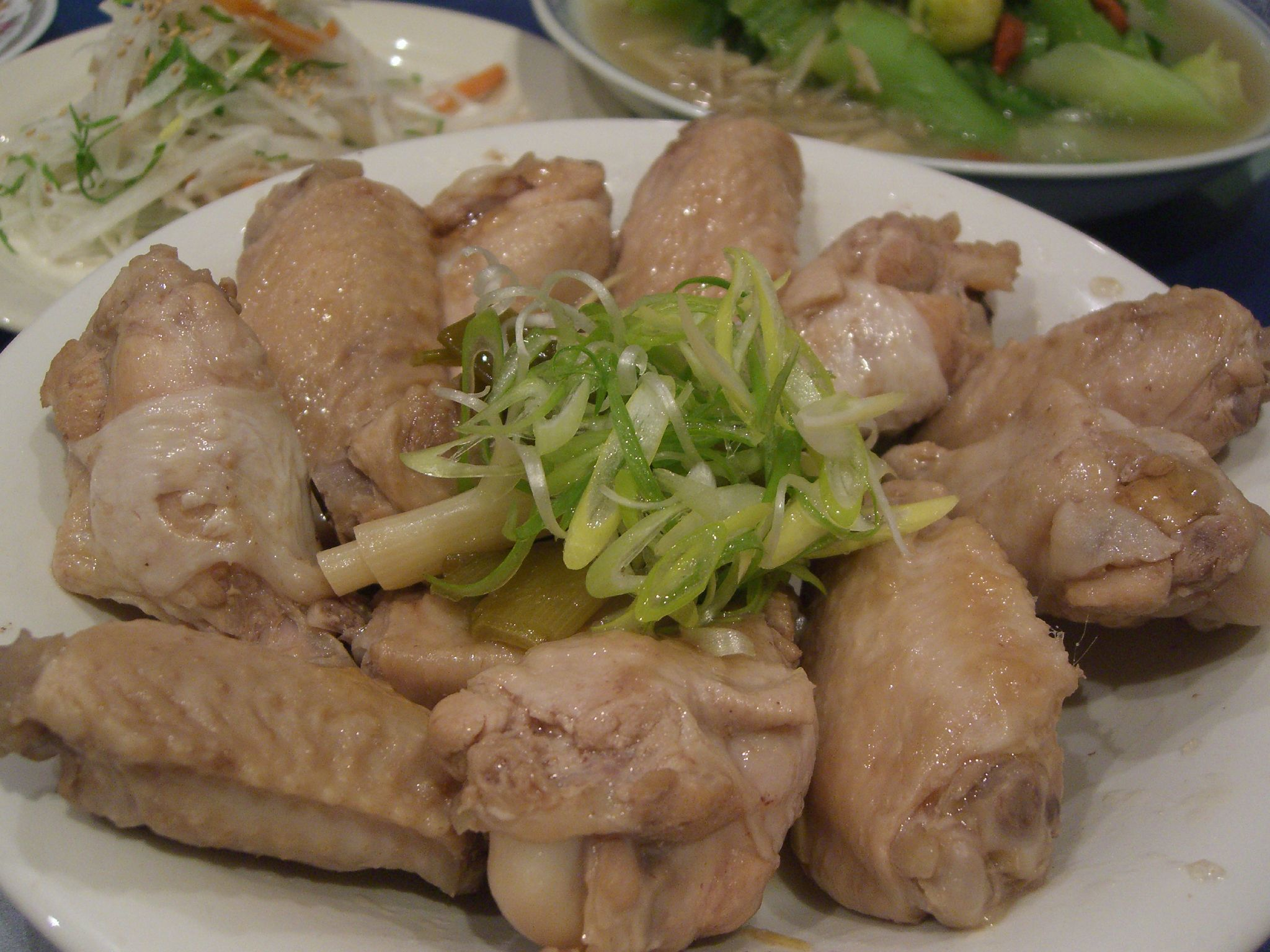

쭈이지(중국어 간체자: 醉鸡, 정체자: 醉雞, 병음: zuìjī, 한국 한자: 醉鷄 취계)는 술을 사용하여 닭고기를 조리하는 방법이다. 중국, 대만, 말레이시아, 싱가포르에는 다양한 종류의 요리가 있다. 미국식 중국 요리이기도 하며, 드렁큰 치킨(영어: drunken chicken)이라는 영어 이름으로도 알려져 있다.

## 비슷한 음식

### 그리스
그리스와 키프로스의 타베르나에서 다양한 변형으로 볼 수 있는 요리이다. 메즈 또는 메인 코스로 제공되는 기본 조리법은 닭 가슴살을 알코올(보통 우조)에 절인 후 볶은 다음 매리네이드에 넣고 끓이는 것이다.

### 라틴아메리
이 요리의 아르헨티나, 칠레, 멕시코 버전은 폴로 보라초라고 불리며 일반적으로 그린 올리브와 블랙 올리브, 계피가 포함된다.

## 같이 보기
- 코코뱅
- 비어 캔 치킨